# Liste der Baudenkmäler in Balderschwang

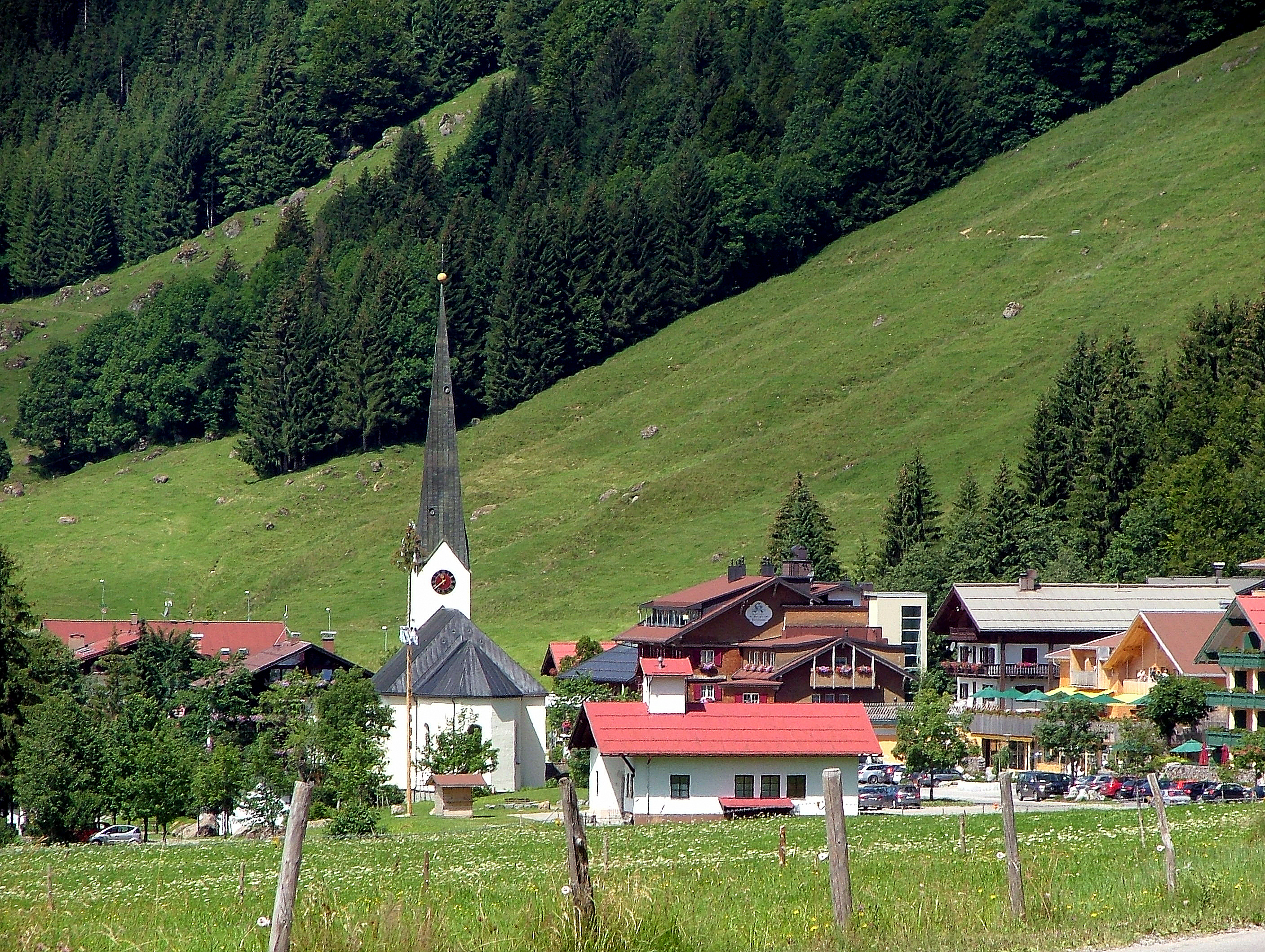
Balderschwang im Bregenzerwald

Auf dieser Seite sind die Baudenkmäler in der schwäbischen Gemeinde Balderschwang zusammengestellt. Diese Tabelle ist eine Teilliste der Liste der Baudenkmäler in Bayern. Grundlage ist die Bayerische Denkmalliste, die auf Basis des Bayerischen Denkmalschutzgesetzes vom 1. Oktober 1973 erstmals erstellt wurde und seither durch das Bayerische Landesamt für Denkmalpflege geführt wird. Die folgenden Angaben ersetzen nicht die rechtsverbindliche Auskunft der Denkmalschutzbehörde.

## Baudenkmäler nach Ortsteilen

### Balderschwang
| Lage                                      | Objekt                                                              | Beschreibung | Akten-Nr.              | Bild                                                                                                   |
| ----------------------------------------- | ------------------------------------------------------------------- | --- | ---------------------- | --- |
| Dorf 1 (Standort)                         | Katholische Pfarrkirche St. Antonius                                | Saalbau mit eingezogenem Chor und westlichem Turm mit Spitzhelm, nach Plänen von Frommel aus Kempten, 1836, Turm 1959; mit Ausstattung.              | D-7-80-113-12          | weitere Bilder                                                                                         |
| Dorf 4 1/3 (Standort)                     | Wohnteil der Unteren Balderschwanger Alpe, sogenannten Steurer-Alpe | Zweigeschossiger Blockbau mit Satteldach, im Kern wohl 17. Jahrhundert, Veränderungen um 1900 und später.                                            | D-7-80-113-11 Wikidata | Wohnteil der Unteren Balderschwanger Alpe, sogenannten Steurer-Alpe                                    |
| Am Gschwend (in Balderschwang) (Standort) | Sägemühle                                                           | Eingeschossiger lang gestreckter Holzständerbau mit Satteldach, um 1912, über teilweise älterem massivem Untergeschoss; mit technischer Ausstattung. | D-7-80-113-16          | [[Vorlage:Bilderwunsch/code!/C:47.46615,10.103619!/D:Am Gschwend (in Balderschwang), Sägemühle!/\|BW]] |

### Gschwend
| Lage                                                        | Objekt      | Beschreibung                                                    | Akten-Nr.             | Bild |
| ----------------------------------------------------------- | ----------- | --------------------------------------------------------------- | --------------------- | --- |
| Am Gschwend (an der Südostflanke des Stillbergs) (Standort) | Gunten-Alpe | Eingeschossiger Blockbau mit Satteldach, bezeichnet mit „1847“. | D-7-80-113-3 Wikidata | [[Vorlage:Bilderwunsch/code!/C:47.467951,10.086369!/D:Am Gschwend (an der Südostflanke des Stillbergs), Gunten-Alpe!/\|BW]] |

### Lappach
| Lage                                                                   | Objekt              | Beschreibung                                                                              | Akten-Nr.             | Bild |
| ---------------------------------------------------------------------- | ------------------- | ----------------------------------------------------------------------------------------- | --------------------- | --- |
| Balderschwang 43 (an der Nordwestflanke des Gelbhansekopfs) (Standort) | Untere Lappach-Alpe | Teilweise verschindelter Blockbau mit Treppenlaube, bezeichnet mit „1858“, 1952 erneuert. | D-7-80-113-6 Wikidata | [[Vorlage:Bilderwunsch/code!/C:47.458023,10.093839!/D:Balderschwang 43 (an der Nordwestflanke des Gelbhansekopfs), Untere Lappach-Alpe!/\|BW]] |

### Schelpbach
| Lage                                                  | Objekt             | Beschreibung | Akten-Nr.             | Bild |
| ----------------------------------------------------- | ------------------ | --- | --------------------- | --- |
| Im Schelpen (am Westhang des Hochschelpen) (Standort) | Fuchsschelpen-Alpe | Eingeschossiger, verschindelter Blockbau über gemauertem Kellergeschoss mit Satteldach, bezeichnet mit „1870“, Stallbereich erneuert. | D-7-80-113-1 Wikidata | [[Vorlage:Bilderwunsch/code!/C:47.445867,10.096114!/D:Im Schelpen (am Westhang des Hochschelpen), Fuchsschelpen-Alpe!/\|BW]] |

### Schrine
| Lage                                       | Objekt                                             | Beschreibung | Akten-Nr.              | Bild |
| ------------------------------------------ | -------------------------------------------------- | --- | ---------------------- | --- |
| Steiner Alpen (im Schönbachtal) (Standort) | Untere Schrine-Alpe, sogenannte Finkenschrine-Alpe | Zweigeschossiger Blockbau mit flachem Satteldach und verbrettertem Längsschopf und Stall, bezeichnet mit „1857“, Veränderungen um 1900 und später. | D-7-80-113-15 Wikidata | [[Vorlage:Bilderwunsch/code!/C:47.396675,10.101559!/D:Steiner Alpen (im Schönbachtal), Untere Schrine-Alpe, sogenannte Finkenschrine-Alpe!/\|BW]] |

### Wäldle
| Lage                | Objekt     | Beschreibung | Akten-Nr.              | Bild       |
| ------------------- | ---------- | --- | ---------------------- | ---------- |
| Wäldle 5 (Standort) | Bauernhaus | Zweigeschossiger, verschindelter Blockbau mit Satteldach und Längsschopf, 17./18. Jahrhundert, später verändert. | D-7-80-113-13 Wikidata | Bauernhaus |